# Loredana Cozzi
Loredana Cozzi (Roma, 1938) és actriu, pintora i activista feminista. Entre els anys 60 i 70 va viure a Buenos Aires i a Bonn i el 1979 s'instal·là definitivament a Barcelona.
Ha intervingut com a intèrpret i directora en diversos muntatges teatrals a Buenos Aires, Barcelona o Saragossa. Destaquen com a directora L'estrany cas del Dr. Jekyll i Mr. Hyde, de R. L. Stevenson, 1977 i Aquesta nit… leopardi, 1988; com a intèrpret: Vení, charlemos (diciendo tangos), 1999.
Des de 2001 ha dirigit diverses edicions i muntatges derivats del Laboratori d'Investigació Teatral dins del Camp de la Improvisació, basat en una tècnica que ella mateixa ha ideat. També s'ha dedicat a la locució radiofònica i a la lectura dramatitzada.
La seva activitat pictòrica s'ha vist reflectida en diverses exposicions a destacar la realitzada el 2017 a l'Instituto Italiano di Cultura de Barcelona.